# Rodolfo de São Trond
Rodolfo de São Trond (em latim: Rodulfus S. Trudonis; em francês:  Rodolphe de Saint-Trond; c. 1070–1138 (68 anos)) foi um abade beneditino da Abadia de São Trond (em Sint-Truiden), cronista e compositor.
Um tratado musical, "Quaestiones in musica", foi atribuído a ele por Rudolf Steglich, mas a mesma obra já foi também atribuída a Franco de Liège. 
Rodolfo escreveu uma crônica, "Gesta Abbatum Trudonensium", sobre os abades de sua abadia, começando em 999, incluída na "Paleographie musicale" e na "Monumenta Germaniae Historica". Sua descrição da vida monástica inclui detalhes da prática musical e dos métodos de treinamento de Guido de Arezzo. O historiador Henri de Lubac escreveu que Rodolfo revela "uma muito exigente e quase combativa ideia da verdade histórica".